# Judo na Igrzyskach Azjatyckich 1998
Turniej judo na igrzyskach Azjatyckich 1998 rozegrano w Rangsit w dniach 7-10 grudnia 1998 roku, na terenie "Thammasat Stadium".

## Tabela medalowa
Gospodarz zawodów został zaznaczony kolorem.
| Poz.  | Państwo          |    |    |    | Łącznie |
| ----- | ---------------- | -- | -- | -- | ------- |
| 1.    | Japonia          | 5  | 4  | 3  | 12      |
| 2.    | Chiny            | 3  | 2  | 4  | 9       |
| 3.    | Korea Południowa | 3  | 1  | 6  | 10      |
| 4.    | Mongolia         | 2  | 0  | 4  | 6       |
| 5.    | Korea Północna   | 1  | 2  | 0  | 3       |
| 6.    | Kazachstan       | 0  | 2  | 2  | 4       |
| 7.    | Iran             | 0  | 1  | 3  | 4       |
| 8.    | Chińskie Tajpej  | 0  | 1  | 2  | 3       |
| .     | Uzbekistan       | 0  | 1  | 2  | 3       |
| 10.   | Tajlandia        | 0  | 0  | 2  | 2       |
| Razem | Razem            | 14 | 14 | 28 | 56      |

## Mężczyźni
| Waga    | Złoto:              | Srebro:                 | Brąz:                     | Brąz:                   |
| 60 kg   | Kazuhiko Tokuno     | Yang Bo                 | Nurboł Sulejmenow         | Hyun Seung-hoon         |
| 66 kg   | Yukimasa Nakamura   | Iwan Baglajew           | Erdenebaataryn Uuganbayar | Arasz Miresma’ili       |
| 73 kg   | Chaliuny Boldbaatar | Kenzō Nakamura          | Andrey Shturbabin         | Kim Dae-wook            |
| 81 kg   | Cho In-chul         | Kwak Ok-chol            | Rusłan Siejłchanow        | Kazem Sarichani         |
| 90 kg   | Yoo Sung-yeon       | Yoshio Nakamura         | Kamol Murodov             | Dashzevegiin Pürevsüren |
| 100 kg  | Kōsei Inoue         | Armen Bagdasarov        | Farhad Ma’abi             | Park Sung-keun          |
| +100 kg | Shin’ichi Shinohara | Sejjed Mahmudreza Miran | Ochiryn Odgerel           | Pan Song                |

## Kobiety
| Waga   | Złoto:                  | Srebro:           | Brąz:                | Brąz:                   |
| 48 kg  | Tomoe Makabe            | Cha Hyon-hyang    | Gao Lijuan           | Nuanchan Tangprapassorn |
| 52 kg  | Kye Sun-hui             | Kim Hye-sook      | Li Ying              | Kazue Nanjo             |
| 57 kg  | Chiszigbatyn Erdenet-Od | Shen Jun          | Kie Kusakabe         | Jung Sung-sook          |
| 63 kg  | Wang Xianbo             | Nami Teshima      | Wu Mei-ling          | Kim Hwa-soo             |
| 70 kg  | Lim Jung-sook           | Miki Amao         | Chen Chiu-ping       | Song Jianfeng           |
| 78 kg  | Tang Lin                | Warwara Masiagina | Sambuugijn Daszdulam | Kang Min-jeong          |
| +78 kg | Yuan Hua                | Lee Hsiao-hung    | Miho Ninomiya        | Paradawdee Pestonyee    |